# Dekeyseria amazonica
Dekeyseria amazonica är en fiskart som beskrevs av Rapp Py-daniel, 1985. Dekeyseria amazonica ingår i släktet Dekeyseria och familjen Loricariidae. Inga underarter finns listade i Catalogue of Life.